# کوریلیانو داوترانتو
کوریلیانو داوترانتو (به ایتالیایی: Corigliano d'Otranto) یک کومونه در ایتالیا است که در استان لچه واقع شده‌است.

## خصوصیات
کوریلیانو داوترانتو ۲۸ کیلومترمربع مساحت و ۵٬۶۳۲ نفر جمعیت دارد و ۷۶ متر بالاتر از سطح دریا واقع شده‌است.

## خواهرخوانده
شهر ایلیو خواهرخواندهٔ کوریلیانو داوترانتو هست.